# Nybolig
Nybolig er en dansk landsdækkende ejendomsmæglerkæde med ca. 225 forretninger, som er en del af Nykredit-koncernen. 
De enkelte forretninger drives efter franchiseprincippet, hvor en franchisetager driver en eller flere forretninger i Nyboligs navn. De fleste forretninger handler med villaer og lejligheder, mens en række andre har specialiseret sig i henholdsvis sommerhuse, landbrugs- eller erhvervsejendomme.

## Historie
Jens Nielsen startede i 1965 en mæglerforretning i Århus og udviklede efterfølgende sit eget koncept inden for ejendomshandel. I 1988 tilbød han konceptet til andre ejendomsmæglere, og i løbet af det næste år kørte 20 forretninger under hans koncept. 
I 1989 blev konceptet købt af Nykredit. Siden kæden blev en del af Nykredit-koncernen har kæden været en aktiv del af udviklingen på markedet for ejendomme. Ejendomsmarkedet blev i denne tid mere professionelt, hvilket stiller større krav til mæglernes faglige kompetencer. Til at illustrere udviklingen og markedets professionalisering er det for eksempel først inden for de senere år, at der flere steder i provinsen er kommet separate butikker med en skarp adskillelse mellem privat og erhverv. 
Erhvervsmæglere tilbyder først og fremmest køb og salg samt leje og udlejning af erhvervsejendomme. Derudover tilbydes ydelser inden for ejendomsvurdering, portefølje management, key account management, rådgivning samt en lang række konsulentydelser med relation til erhvervsejendomme. Markedet for erhvervsejendomme omfatter for eksempel kontorejendomme, butiksejendomme samt lager- og produktionsejendomme. Nybolig Erhverv har 25 butikker fordelt over hele landet.
I 1994 fik Nybolig-kæden sit nuværende navn. Den var på det tidspunkt vokset til over 100 forretninger. De separate forretninger inden for erhvervsmæglere skiftede på tilsvarende vis navn fra det daværende JN Erhvervscenter til Nybolig Erhverv.

## Ekstern henvisning
- Nyboligs officielle hjemmeside
- Nybolig Erhvervs officielle hjemmeside